# توماس سودهوف
توماس كريستيان سودهوف (بالألمانية: Thomas Christian Südhof)‏ (ولد في 22 ديسمبر 1955) هو معروف جيدا في الكيمياء الحيوية ألمانية-أمريكية معروف لدراسته لانتقال متشابك، كما أنه يعمل حاليا، أستاذ في كلية الطب وطب الأعصاب والطب النفسي والعلوم السلوكية في جامعة ستانفورد.
في عام 2013، كان سودهوف واحد من ثلاثة باحثين تقاسموا جائزة نوبل في الطب أو علم وظائف الأعضاء، تقاسمها مع جيمس روثمان وراندي شيكمان.

## روابط خارجية
- توماس سودهوف على موقع الموسوعة البريطانية (الإنجليزية)
- توماس سودهوف على موقع مونزينجر (الألمانية)